# KF Feronikeli Glogovac
Klubi Futbollistik Feronikeli (KF "Feronikeli"; KF Feronikeli Drenasi; Feronikeli Drenasë, Feronikeli Glogovac; Feronikeli) je nogometni klub iz Glogovca (alb. Drenasi i Gllogovc), Prištinski okrug, Republika Kosovo. 
 
U sezoni 2020./21. "Feronikeli" se natječe u "Superligi Kosova", ligi prvog stupnja nogometnog prvenstva Kosova.  

## O klubu
Klub je službeno osnovan 8. travnja 1974. godine pod nazivom "Nikeli" (srp. "Nikal") na inicijativu nastavnika tjelesnog odgoja Hashima Male. Klub je počeo ligaški nastupati u "Međuopćinskoj ligi Kosova". Sredinom 1980.-ih klub dobiva naziv "Feronikeli", prema sponzoru, lokalnoj tvornici, odnosno rudarskom i metarlurškom kompleksu. 
 
U sezoni 1989./90. klub počinje igrati u "Prvoj ligi Kosova" ("kosovska liga", "Pokrajinska liga Kosova"), tadašnjoj ligi četvrtog stupnja u Jugoslaviji. 
 
Od 1991. godine, nakon raspada SFRJ i nastajanja SRJ, na Kosovu je osnovan samostalni nogometni savez i osnovana liga u koju su ušli pretežno albanski klubovi, te je djelovala van službenog nogometnog sustava SR Jugoslavije, te je "Feronikeli" redovito nastupo u ligi. Liga je, osim u sezonama 1991./92. i 1996./97., igrana u nekoliko regionalnih skupina sa završnim doigravanjem. 
 
1999. godine je završen Rat na Kosovu, te Kosovo dolazi pod administraciju UMNIK-a (nezavisnost proglašena 2008.). Osnovana je nova kosovska liga, koja je nazvana "Superliga Kosova". "Feronikeli" je do sezone 2011./12. pretežno nastupao u "Prvoj ligi Kosova" (alb. "Liga e Parë"), ligi drugog stupnja. Od sezone 2012./13. igraju u "Superligi", te su do 2020. godine tri puta osvojili prvenstvo, te tri puta kup. 
 
U sezoni 2019./20. szu prvi put nastupili u UEFA-inim natjecanjima - "Ligi prvaka", te po eliminaciji u "Europskoj ligi". 

## Uspjesi

### nakon 2008.
Superliga Kosova
- prvak: 2014./15., 2015./16., 2018./19.

Prva liga Kosova (Liga e Parë)
- prvak: 2011./12.

Kup Kosova
- pobjednik: 2013./14., 2014./15., 2018./19.

Superkup Kosova
- pobjednik: 2015., 2019.
- drugoplasirani: 2014., 2016.

Kup Albanske neovisnoti (Kupa Pavarësia)
- pobjednik: 2014.

### od 1991. do 1999.
Kosovska liga - skupina Mitrovicës (Mitrovica)
- doprvak: 1993./94.

## Pregled plasmana
| sezona     | rang lige  | liga                                       | dio            | poz.       | klubova u ligi | ut         | pob        | ner        | por        | gol+       | gol-       | bod        | napomene                                                      | izvori     |
| Feronikeli | Feronikeli | Feronikeli                                 | Feronikeli     | Feronikeli | Feronikeli     | Feronikeli | Feronikeli | Feronikeli | Feronikeli | Feronikeli | Feronikeli | Feronikeli | Feronikeli                                                    | Feronikeli |
| ---------- | ---------- | ------------------------------------------ | -------------- | ---------- | -------------- | ---------- | ---------- | ---------- | ---------- | ---------- | ---------- | ---------- | ------------------------------------------------------------- | ---------- |
| 2002./03.  | II.        | Liga e Parë (Prva liga Kosova) - Skupina A |                | 3.         | 14             | 26         | 12         | 3          | 11         | 48         | 44         | 39         |                                                               | [ 1 ]      |
| 2003./04.  | II.        | Liga e Parë (Prva liga Kosova) - Skupina A |                | 3.         | 14             | 26         | 16         | 2          | 8          | 43         | 34         | 50         |                                                               | [ 2 ]      |
| 2004./05.  | II.        | Liga e Parë (Prva liga Kosova)             | Liga za prvaka | 2. (8.)    | 6 (12)         | 32         | 14         | 3          | 15         | 50         | 61         | 45         | preuzeti svi rezultati iz Prvog dijela iz nepotpune ljestvice | [ 3 ]      |
| 2005./06.  | II.        | Liga e Parë (Prva liga Kosova)             | Prvi dio       | (12.)      | 11 (12)        | 16         | 6          | 2          | 8          | 26         | 39         | 20         | odustali nakon 16 utakmica                                    | [ 4 ]      |
| 2006./07.  | II.        | Liga e Parë (Prva liga Kosova)             |                | 8.         | 14             | 26         | 10         | 3          | 13         | 46         | 49         | 33         |                                                               | [ 5 ]      |
| 2007./08.  | II.        | Liga e Parë (Prva liga Kosova)             |                | 4.         | 14             | 26         | 13         | 7          | 6          | 56         | 39         | 46         |                                                               | [ 6 ]      |
| 2008./09.  | II.        | Liga e Parë (Prva liga Kosova)             |                | 5.         | 14             | 26         | 13         | 0          | 13         | 53         | 41         | 39         |                                                               | [ 7 ]      |
| 2009./10.  | II.        | Liga e Parë (Prva liga Kosova)             |                | 8.         | 16             | 30         | 12         | 4          | 14         | 48         | 55         | 40         |                                                               | [ 8 ]      |
| 2010./11.  | II.        | Liga e Parë (Prva liga Kosova)             |                | 10.        | 15 (16)        | 28         | 11         | 4          | 13         | 28         | 40         | 37         |                                                               | [ 9 ]      |
| 2011./12.  | II.        | Liga e Parë (Prva liga Kosova)             |                | 1.         | 15 (16)        | 28         | 18         | 3          | 7          | 64         | 28         | 57         |                                                               | [ 10 ]     |
| 2012./13.  | I.         | Superliga Kosova                           |                | 5.         | 12             | 33         | 12         | 10         | 11         | 33         | 45         | 46         |                                                               | [ 11 ]     |
| 2013./14.  | I.         | Superliga Kosova                           |                | 9.         | 12             | 33         | 10         | 11         | 12         | 28         | 33         | 41         | igrali kvalifikacije za ostanak u ligi                        | [ 11 ]     |
| 2014./15.  | I.         | Superliga Kosova                           |                | 1.         | 12             | 33         | 19         | 10         | 4          | 51         | 25         | 67         |                                                               | [ 11 ]     |
| 2015./16.  | I.         | Superliga Kosova                           |                | 1.         | 12             | 33         | 21         | 6          | 6          | 53         | 27         | 69         |                                                               | [ 11 ]     |
| 2016./17.  | I.         | Superliga Kosova                           |                | 4.         | 12             | 33         | 20         | 5          | 8          | 61         | 28         | 65         |                                                               | [ 11 ]     |
| 2017./18.  | I.         | Superliga Kosova                           |                | 6.         | 12             | 33         | 10         | 18         | 5          | 32         | 18         | 48         |                                                               | [ 11 ]     |
| 2018./19.  | I.         | Superliga Kosova                           |                | 1.         | 12             | 33         | 25         | 5          | 3          | 64         | 14         | 80         |                                                               | [ 11 ]     |
| 2019./20.  | I.         | Superliga Kosova                           |                | 5.         | 12             | 33         | 14         | 5          | 14         | 50         | 40         | 47         |                                                               | [ 11 ]     |
| 2020./21.  | I.         | Superliga Kosova                           |                |            | 10             |            |            |            |            |            |            |            |                                                               |            |
|            |            |                                            |                |            |                |            |            |            |            |            |            |            |                                                               |            |
|            |            |                                            |                |            |                |            |            |            |            |            |            |            |                                                               |            |

## U međunarodnim natjecanjima

### Liga prvaka
| sezona | faza natjecanja                   | protivnik                                             | rezultat | napomene |
| --- | --------------------------------- | ----------------------------------------------------- | -------- | --- |
| 2019./20. | Pretkvalifikacije - poluzavršnica | Lincoln Red Imps                                      | 1:0      | pretkvalifikacijski turnir igran u Prištini |
| 2019./20. | Pretkvalifikacije - završnica     | Santa Coloma                                          | 2:1      | pretkvalifikacijski turnir igran u Prištini |
| 2019./20. | 1. pretkolo                       | The New Saints (Llansantffraid-ym-Mechain / Oswestry) | 2:2, 0:1 | "The New Saints", klub iz Engleske, ali se natječe u velškim natjecanjima "Ferokineli" domaću utakmicu igrao u Prištini "Ferokineli" nastavio u Europskoj ligi |
| |                                   |                                                       |          | |
| podebljan rezultat - domaća utakmica za "Feronikeli" rezultat normalne duljine - gostujuća utakmica rezultat nakošen - utakmica na neutralnom terenu |                                   |                                                       |          | |

### Europska liga
| sezona | faza natjecanja         | protivnik         | rezultat | napomene                                      |
| --- | ----------------------- | ----------------- | -------- | --------------------------------------------- |
| 2019./20. | 2. pretkolo (za prvake) | Slovan Bratislava | 1:2, 0:2 | "Ferokineli" domaću utakmicu igrao u Prištini |
| |                         |                   |          |                                               |
| podebljan rezultat - domaća utakmica za "Feronikeli" rezultat normalne duljine - gostujuća utakmica rezultat nakošen - utakmica na neutralnom terenu |                         |                   |          |                                               |

## Unutarnje poveznice
- Glogovac

## Vanjske poveznice
- (alb.) feronikelifc.com, službene stranice  Arhivirana inačica izvorne stranice od 2. prosinca 2020. (Wayback Machine)
- (engl.) int.soccerway.com, KF Feronikeli
- (engl.) worldfootball.net, KF Feronikeli
- (engl.) national-football-teams.com, Feronikeli Drenasë
- (engl.) transfermarkt.com, KF Feronikeli Drenas